# Odd-Number-Theorem

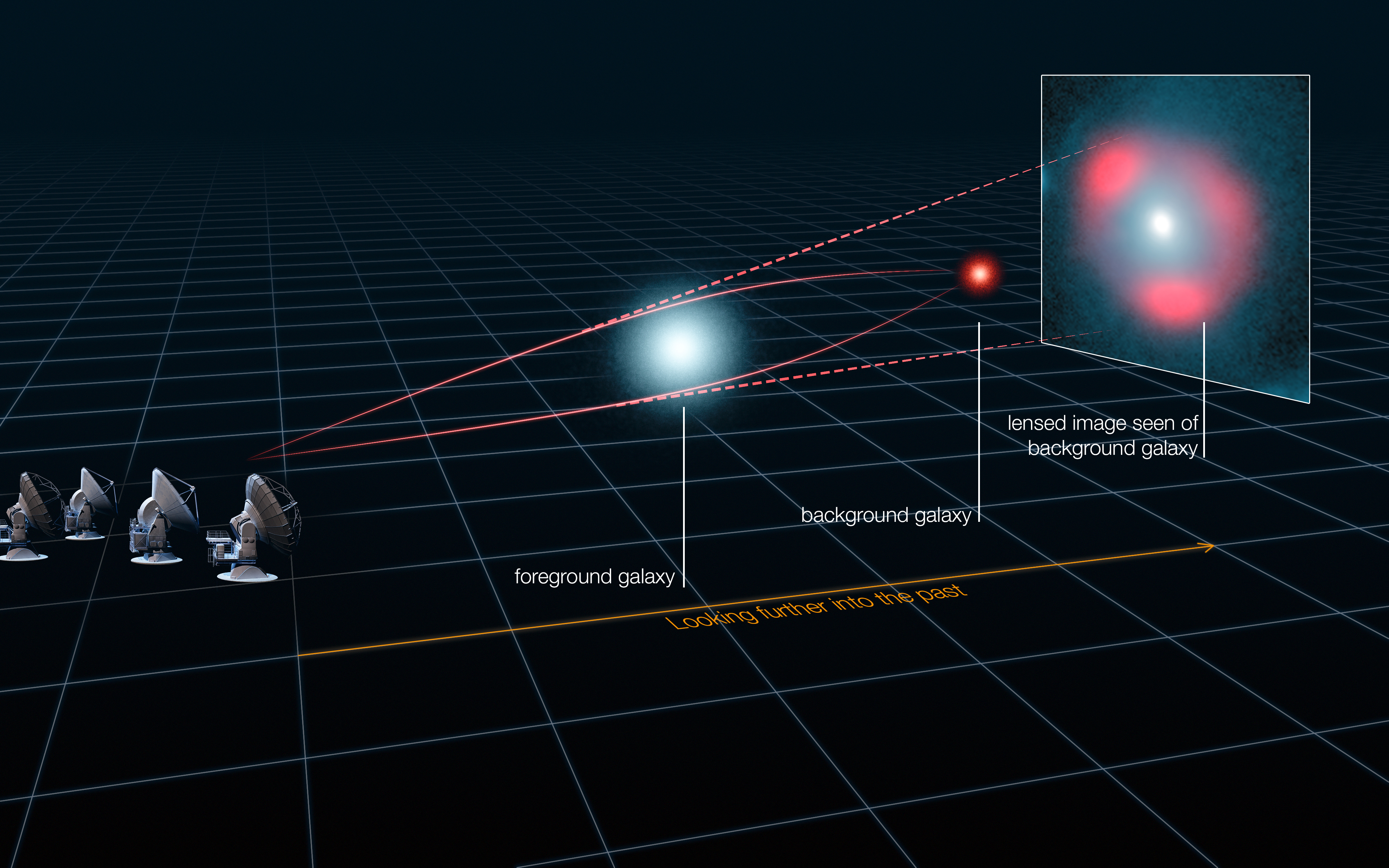
Schematische Erläuterung des Gravitationslinseneffektes. Das Licht der roten Galaxie im Hintergrund wird durch die Gravitation der weißen Galaxie im Vordergrund abgelenkt.

Das Odd-Number-Theorem beschreibt einen Effekt bei der Beobachtung von Himmelskörpern. Es besagt, dass in einer Gravitationslinsensituation immer eine ungerade Anzahl an Bildern einer Strahlungsquelle (beispielsweise eines Sterns) auftritt. Teilweise beinhaltet das Theorem die Behauptung, dass die Anzahl der Bilder, die mit der Orientierung der Quelle beobachtet werden, die Anzahl der spiegelverkehrt beobachteten Bilder genau um eins übertrifft.
Das „Odd-Number-Theorem“ wird in der Literatur unter verschiedenen Voraussetzungen formuliert. Solche können beispielsweise quasi-newtonsche Näherungsannahmen oder die Voraussetzung spezieller Raumzeiten sein. Häufig sind zusätzlich implizite Bedingungen enthalten, worauf bei einem Vergleich verschiedener Formulierungen des Theorems besonders zu achten ist.
Die Beweise des „Odd-Number-Theorems“ nutzen verschiedene Methoden. Im lorentzschen Modell werden unter anderem Morsetheorie und Argumente über den Abbildungsgrad genutzt, wobei – genau wie in quasi-newtonschen Überlegungen – verschiedene Funktionen und Variationsprinzipien betrachtet werden.

## Es wird oft eine gerade Bildanzahl beobachtet

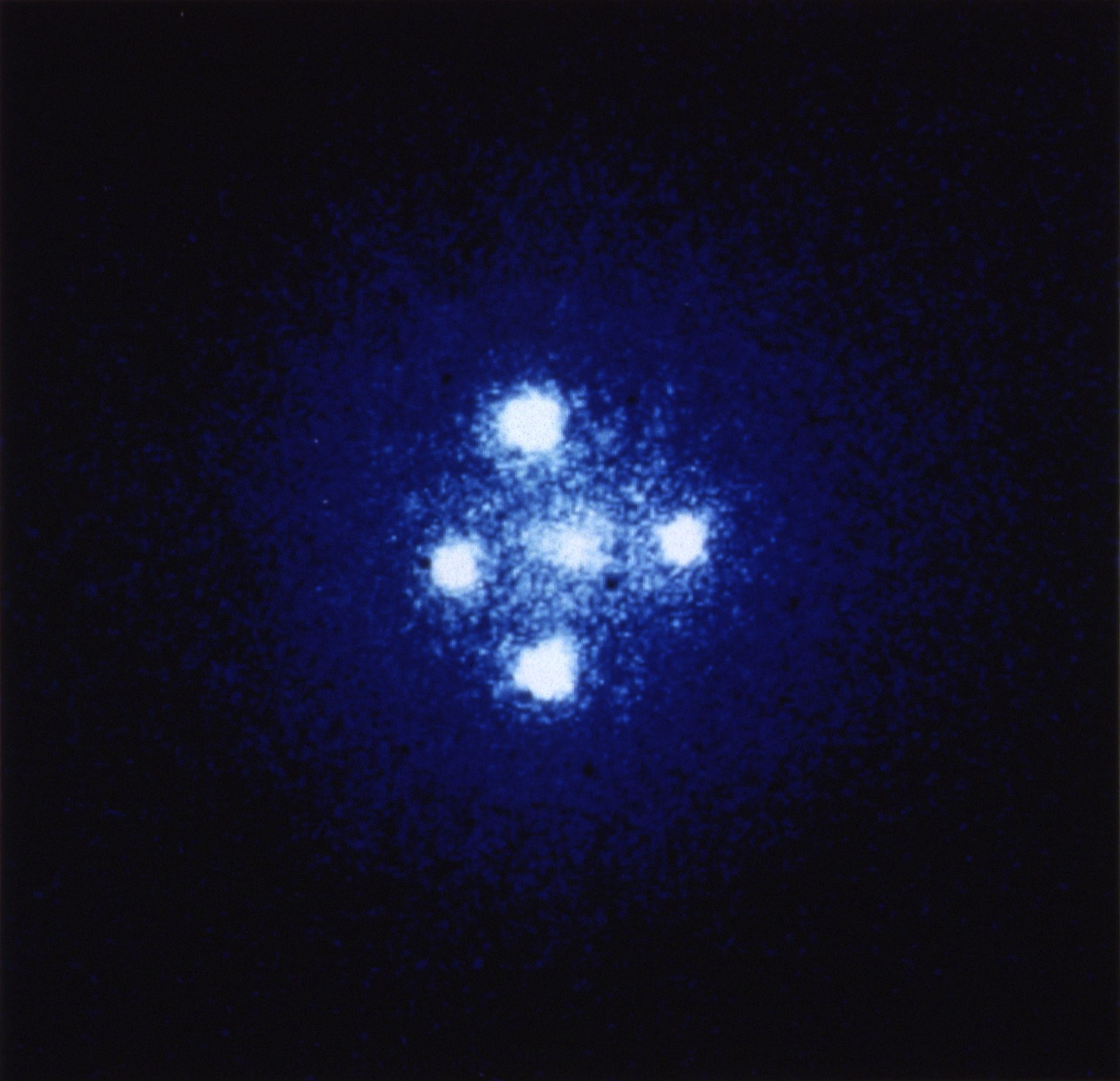
Durch Gravitationslinseneffekte erzeugte Mehrfachbilder des Quasars QSO 2237+0305, bekannt als Einsteinkreuz.

Einige Abhandlungen analysieren mögliche Gründe, warum selbst in Situationen, in denen das „Odd-Number-Theorem“ gilt, eine gerade Anzahl an Mehrfachbildern beobachtet wird. Dies ist beispielsweise der Fall, wenn sich die Quelle hinter der Linse befindet, Bilder zu schwach sind oder mehrere Bilder nicht aufgelöst werden können. Es werden nicht nur für bestehende reale Linsensysteme die Helligkeiten der Bilder vorhergesagt und mögliche Überlagerungen der Bilder untersucht, sondern auch allgemeine derartige Prognosen angestellt. Solche finden sich 1998 bei Giannoni und Lombardi, welche die Absorption einer quasi-newtonschen dünnen Linse berücksichtigen. Dazu verwenden sie Morsetheorie, die von Giannoni, Masiello und Piccione seit 1995 mit Kovners Prinzip entwickelt worden ist und die auch im lorentzschen Modell gilt.
In quasi-newtonschen Betrachtungen punktförmiger Linsen ergeben sich Bedingungen, unter denen die Bildanzahl gerade ist. Eine solche Aussage wird von Schneider, Ehlers und Falco S. 175 als Modifikation ihrer quasi-newtonschen Formulierung des „Odd-Number-Theorems“ für eine dünne, ausgedehnte, transparente Linse mit endlicher Masse in einer Ebene und beschränkten Ablenkungswinkeln bewiesen. Petters erhält unter ebenfalls typischen quasi-newtonschen Annahmen Bedingungen für eine gerade Bildanzahl.

## Bisherige Ergebnisse
In vorrelativistischen Modellen, die ungekrümmte Räume betrachten, folgt, dass jede Strahlungsquelle genau einmal zu beobachten ist. Dennoch ist unter Annahme einer Raumkrümmung die Existenz von Mehrfachbildern intuitiv und anschaulich. Auch das „Odd-Number-Theorem“ ist plausibel (siehe McKenzie und Schneider, Ehlers, Falco) und es bedarf genauerer Überlegungen, um Situationen zu finden, in denen es nicht erfüllt ist. (Solch eine Situation ist bei nicht transparenten kosmischen Strings gegeben.) Es ist nicht bekannt, ob das Theorem unter schwächeren als den heutigen Voraussetzungen bewiesen werden kann. Im Wesentlichen gibt es zwei Beweisansätze: den morsetheoretischen und den lorentzgeometrischen, der Abbildungsgrade verwendet.
Petters zeigt das „Odd-Number-Theorem“ unter Verwendung von Morsetheorie und durch Betrachtung einer quasi-newtonschen Zeitdifferenzfunktion. Es ergibt sich als Folgerung seiner Überlegungen, in denen die Linse transparent und nicht singulär ist.
Burke verwendet 1980 ein quasi-newtonsches Argument, das den Abbildungsgrad nutzt. Dazu betrachtet er die Differenz der beiden Vektorfelder auf der Linsenebene, die durch die Richtungen gegeben sind, in denen auf der Linsenebene die Quelle beziehungsweise der Beobachter gesehen würde. Die Anzahl der vom Beobachter gesehenen Bilder einer Quelle ist gleich der Anzahl der Nullstellen dieses Differenzvektorfeldes. Ist der Beugungswinkel beschränkt, so ist das Differenzvektorfeld am Äußeren der Linsenebene radial und der Indexsatz von Poincaré-Hopf liefert eine ungerade Bildanzahl mit n+=n-+1.
Ebenfalls mit dem Abbildungsgrad argumentiert Lombardi 1998 innerhalb des quasi-newtonschen Modells für nicht dünne Linsen und ohne dass die Raumzeit stationär sein muss. Stationär bedeutet, dass es überall ein zeitartiges, zukunftsgerichtetes Killing-Vektorfeld gibt.
McKenzie untersucht 1984 das „Odd-Number-Theorem“ als erster lorentzsch. Er verwendet dabei Uhlenbecksche Morsetheorie in global hyperbolischen Raumzeiten. Die von ihm betrachteten Raumzeiten müssen zusätzlich zur globalen Hyperbolizität starke Voraussetzungen an die Topologie der Wegeräume, die aus bestimmten Wegen innerhalb der Raumzeit bestehen, erfüllen. (Diese Voraussetzungen fordert er, um seine morsetheoretischen Betrachtungen anstellen zu können.)
Die bisher genannten Theoreme (von Schneider, Ehlers und Falco, von Petters, von Burke und von McKenzie) beinhalten die Aussage, dass die Anzahl der Bilder mit der Orientierung der Quelle die Anzahl der spiegelverkehrt beobachteten Bilder genau um eins übertrifft.
Inzwischen ist das Auftreten einer ungeraden Bildanzahl morsetheoretisch für global hyperbolische Raumzeiten gezeigt, sofern diese zusammenziehbar sind (sonst entstehen unendlich viele Bilder) und gewisse technische Bedingungen erfüllen. Da asymptotisch einfache und leere Raumzeiten global hyperbolisch und zusammenziehbar sind, gilt dieser Beweis auch für sie. Der Beweis kann bei Perlick nachvollzogen werden. Die dabei verwendete Morsetheorie wird von Giannoni, Masiello und Piccione geliefert.
Einen lorentzgeometrischen Beweis, der den Abbildungsgrad verwendet, liefert Perlick 2001. Dieser ist der bisher allgemeinste Beweis von denen, die den Abbildungsgrad verwenden, und gilt in hierzu definierten „einfach linsenden Umgebungen“.
Global hyperbolische Räume sind nicht notwendig einfach linsende Umgebungen, wie an asymptotischen De-Sitter Raumzeiten erkennbar ist. Einfach linsende Umgebungen sind ihrerseits im Allgemeinen nicht global hyperbolisch.
Bisher konnte weder mit dem lorentzgeometrischen Beweis von Perlick noch mit den morsetheoretischen in global hyperbolischen Raumzeiten gezeigt werden, dass die Anzahl der Bilder mit der Orientierung der Quelle die Anzahl der spiegelverkehrt beobachteten Bilder genau um eins übertrifft. Die hierzu entstandenen Beweisversuche in asymptotischen einfachen und leeren Raumzeiten von Perlick und von Kozameh, Lamberti und Reula sind unvollständig.
Konkrete Berechnungen der Bildanzahl sowie der Orientierungen der Bilder finden sich für spezielle Raumzeiten in vielen Veröffentlichungen. Diese liefern sowohl Beispiele, in denen die Voraussetzungen des „Odd-Number-Theorems“ erfüllt sind, als auch Beispiele, in denen dies nicht der Fall ist und in denen sich tatsächlich eine gerade Bildanzahl ergibt. Im Zusammenhang mit den hier betrachteten Methoden sei für konkrete Beispiele auf die Arbeiten von Perlick verwiesen.